# Bolmentunneln
Bolmentunneln er en 82 kilometer lang ferskvandstunnel i Sverige, der løber fra Skeen ved søen Bolmen i Kronobergs län (Småland) til Äktaboden i Klippans kommune i Skåne län.  Den er ejet og drives af vandselskabet Sydvatten.
Tunnelen, der har en diameter på næsten 3 meter, udnyttes ikke fuldt ud.  Sydvatten har tilladelse til at bruge 6000 liter vand i sekundet (6 m³/s) fra Bolmen, mens det virkelige forbrug ligger på 1000-2000 liter i sekundet (1-2 m³/s).  Vandet føres fra tunnelens udmunding ved Åktaboden i vandledninger til Ringsjöverket, hvor det renses, inden det distribueres videre til de tilsluttede kommuner.  Tunnelen forsyner cirka 700.000 personer i Skåne med drikkevand.

## Historie
De første idéer til tunnelen opstod i midten af 1960'erne, hvor de vestskånske byer Malmö, Lund og Helsingborg fik en kraftig befolkningstilvækst og man blev bekymret over den fremtidige vandforsyning.  I 1966 dannede de skånske kommuner Malmö, Helsingborg, Lund, Landskrona og Eslöv aktieselskabet Sydvatten.  Ti år senere kom yderligere syv kommuner til: Burlöv, Höganäs, Kävlinge, Lomma, Staffanstorp, Svalöv og Svedala.  Andre kommuner som Kristianstad, Hässleholm og Trelleborg overvejede også, men endte med selv at løse deres vandforsyningsproblemer.
I 1975 begyndte byggeriet af selve tunnelen. Der opstod dog en krise, da det viste sig at befolkningstilvæksten i Skåne ikke var så stor, som prognoserne i 1960'erne havde forudsagt.  Desuden opdagede man under byggeriet, at geologien i området var besværlig, da undergrunden et sted kunne bestå af urfjeld og kun et par meter længere fremme kunne være blødt ler, med forlænget byggetid til følge.  Undervejs blev projektplanerne ændret på grund af den svigtende interesse.  Det oprindelig planlagte rensningsanlæg i Äktaboden, ved tunnelens slutning, blev opgivet.  I stedet kom vandet til at fortsætte i rørledninger fra pumpestationen i Perstorp til Ringsjöverket, som tidligere havde renset vandet fra Ringsjön, og nu i stedet kom til at rense vand fra Bolmen.  Ringsjön fungerer nu som reserve for vandet fra Bolmen, i fald der opstår problemer med forsyningen.  Tunnelen blev taget i brug i 1987, mere end tyve år efter de første planer havde taget form.  Siden indvielsen i 1987 har flere kommuner tilsluttet sig.